# Avoid
Avoid è un singolo del rapper statunitense Lil Peep, pubblicato il 12 ottobre 2017 dalla AWAL.
Vede la collaborazione dei rapper Wicca Phase Springs Eternal e Døves.
Avoid è l'ultima canzone di Peep rilasciata su tutte le piattaforme, prima che morisse il 15 novembre a causa di un'overdose di Xanax legata al Fentanyl.

## Tracce
1. Avoid (feat. Wicca Phase Springs Eternal & Døves) – 4:00 (testo: Gustav Åhr, William Hayward, Adam McIlwee – musica: IIVI, Smokeasac)

## Formazione
Musicisti
- Lil Peep – voce, testi
- Wicca Phase Springs Eternal – voce, testi
- Døves – voce, testi

Produzione
- IIVI – produzione
- Smokeasac – produzione